# Барыкин, Владимир Александрович
Владимир Александрович Барыкин (2 [14] ноября 1874 или 22 ноября 1879, Кретово,  Орловская губерния — 15 апреля 1939 или 1942 год) — советский микробиолог и эпидемиолог, ученик Ильи Мечникова. Заслуженный деятель науки РСФСР, профессор. 

## Биография
Родился в Орловской губернии, по разным данным в селе Перушково или в Кретове в семье учёного управительского помощника. В студенческом личном деле дата рождения указана как 2 (14) ноября 1874 года, но ряд источников указывают 1879 год рождения.
В 1895 году окончил 8 классов 2-й Казанской гимназии и поступил на медицинский факультет Казанского университета. В 1900 году с отличием окончил Императорский Казанский университет.
В 1901—1904 гг. работал земским врачом в Казанской губернии. В 1904—1905 гг., в период Русско-японской войны служил в Маньчжурии врачом-терапевтом Сибирского военно-санитарного поезда княгини З. Н. Юсуповой. После окончания войны в 1905—1908 годах на Китайско-Восточной железной дороге заведовал Старо-Харбинской бактериологической лабораторией, участвовал в борьбе со вспышками чумы. В 1906 году в Императорской Военно-медицинской академии защитил диссертацию «Паратифозные заболевания в Маньчжурии» и был удостоен звания доктора медицины.
С 1908 по 1915 год работал в Казанском университете (лаборант, приват-доцент по бактериологии), при этом в 1910—1912 годах стажировался в Брюсселе у профессора Ж. Борде и в Париже в Нестеровском институте у Ильи Мечникова. В 1912 году был избран на кафедру общей патологии Варшавского университета, но не утверждён министром народного просвещения. В 1915—1921 годы — профессор микробиологии Ростовского (Донского) университета. 
Во время первой мировой войны в 1915—1916 годах был начальником им же сформированного Кавказского бактериологического отряда, действовавшего в тылу Кавказской армии. Отряд имел несколько отделений и выполнил огромную работу по вакцинации от инфекционных заболеваний военнослужащих, местного населения в армейских тылах и турецких военнопленных, по дезинфекции занимаемых воинскими частями помещений, организации очистки местности от трупов людей и животных и т. д.
В 1921 году основал Институт микробиологии в Москве и стал его директором, одновременно занимал должность заведующего кафедрой микробиологии 1-го Московского университета. Данные должности он занимал до 1931 года.
В 1931—1932 годах — научный руководитель Киевского санитарно-бактериологического института и первый заведующий кафедрой микробиологии Киевского медицинского института. В 1932—1933 годах — директор Азербайджанского института эпидемиологии. С 1933 по 1938 год занимал должность научного руководителя Центрального института эпидемиологии и микробиологии и заведующего кафедрой эпидемиологии Центрального института усовершенствования врачей. В эти же годы был консультантом Санитарного управления РККА.  
22 августа 1938 года арестован по обвинению в контрреволюционной деятельности и шпионаже. 14 апреля 1939 года приговорён к высшей мере наказания Военной коллегией Верховного суда СССР, расстрелян 15 апреля на полигоне "Коммунарка" (по другим данным, скончался в 1942 году).
Реабилитирован в октябре 1955 года.

## Научные работы
Основные научные работы посвящены вопросам иммунитета.
- Сторонник физико-химического направления в изучении защитных реакций организма.
- Предложил одну из теорий иммунитета — теорию состояния.
- Исследовал авидитет иммунных сывороток.
- Описал узелковую хроническую форму чумы у тарбаганов.
- Изучал этиологию и патогенез сыпного тифа, холеры, сибирской язвы и разрабатывал методы их профилактики и диагностики.